# 奈良万葉カンツリー倶楽部
奈良万葉カンツリー倶楽部（ならまんようカンツリーくらぶ）は、奈良県奈良市にあるゴルフ場である。

## 概要
「奈良万葉カンツリー倶楽部」は、奈良県の奈良盆地の東部、大和青垣国定公園内の丘陵地にある山岳丘陵コースで、一帯には名刹、古刹、古墳が多く文化的景観を持ち合わせたロケーションに恵まれた所にある。コースは、大阪市内から1時間以内の距離にあり、交通の便も西名阪道路や第二阪奈道路によるアプローチとアクセスが良い。
1960年（昭和35年）代後期、新たなゴルフ場の建設に向けて、建設用地の奈良市八島町地区に、コース設計家の上田治に依頼し、18ホール規模のゴルフ場の造成工事が着工され、 1967年（昭和42年）11月12日、「奈良万葉カンツリー倶楽部」18ホールの造成工事が完了し、開場された。奈良県下では第6番目に古い歴史のあるコースである。
コースは、杉・松・桧などの樹木に加えて、要所に配された池が素晴らしい。アウトコースは、比較的に距離がありフェアウェイが広くフラットであるが、池が多く緻密な戦略を要するコースである。インコースは、アップダウンがありややトリッキーなレイアウトで戦略性が高いコースである。
2007年（昭和19年）8月27日、クラブの開場40周年を記念して、コウライ2グリーンを1グリーンのベント化の工事に着手、芝種はニューベントの「962」である。同年9月28日、コウライ1グリーン化の工事が完了した。
2013年（平成25年）2月20日、奈良万葉カンツリー倶楽部を経営する「株式会社淺沼組」の子会社である「株式会社奈良万葉カンツリ倶樂部」は、「株式会社アコーディア・ゴルフ」の子会社である「株式会社アコーディアAH12」に株式を譲渡することを発表した。

## 所在地
〒630-8435 奈良県奈良市八島町470番地

## コース情報
- 開場日 - 1967年11月12日
- 設計者 - 上田 治
- 面積 - 825,000m2（約24.5万坪）
- コースタイプ - 丘陵コース
- コース - 18ホールズ、パー72、6,805ヤード、コースレート71.9
- フェアウェー - コウライ
- ラフ - ノシバ
- グリーン - 1グリーン、ベント
- ラウンドスタイル - キャディ・セルフ選択可、電磁誘導乗用カート使用、1組4名が原則だが状況により2サムも可
- 練習場 - 9打席220ヤード
- 休場日 - 無休[4][5]

## クラブ情報
- ハウス面積 - 2,000m2（605坪）
- ハウス設計 -  株式会社 浅沼組
- ハウス施工 - 株式会社 浅沼組[4][5]

## ギャラリー
- コース - 「奈良万葉カンツリー倶楽部」、コース紹介、2021年10月6日閲覧
- ハウス - 「奈良万葉カンツリー倶楽部」、レストラン、2021年10月6日閲覧

## 交通アクセス
鉄道
- 近鉄奈良線 - 近鉄奈良駅より タクシー利用 約15分[6]

道路
- 西名阪自動車道 - 天理ICより 5Km 約10分
- 京奈和自動車道 - 木津ICより 12Km 約30分[6]

## 関連文献
- 『ゴルフ場ガイド 西版』、2006-2007、「奈良万葉カンツリー倶楽部」、東京 ゴルフダイジェスト社、2006年5月、2021年10月6日閲覧